# TEX43
TEX43 (англ. Testis expressed 43) – білок, який кодується однойменним геном, розташованим у людей на 5-й хромосомі. Довжина поліпептидного ланцюга білка становить 134 амінокислот, а молекулярна маса — 15 452.
| 10         |  | 20         |  | 30         |  | 40         |  | 50         |
| ---------- |  | ---------- |  | ---------- |  | ---------- |  | ---------- |
| MASGKDTCPT |  | LPKLTNNCSD |  | ESLYKSANKY |  | EEIHLPRFSL |  | KQGMIPRRYV |
| MPWKENMIFR |  | NVNLKQAEVC |  | GIHTGPLEDS |  | LFLNHSERLC |  | HGEDRKVVFQ |
| KGPPEIKIAD |  | MPLHSPLSRY |  | QSTVISHGFR |  | RRLV       |  |            |

A: Аланін

C: Цистеїн

D: Аспарагінова кислота

E: Глутамінова кислота

F: Фенілаланін

G: Гліцин

H: Гістидин

I: Ізолейцин

K: Лізин

L: Лейцин

M: Метіонін

N: Аспарагін

P: Пролін

Q: Глутамін

R: Аргінін

S: Серин

T: Треонін

V: Валін

W: Триптофан